# Union Europäischer Fallschirmjäger

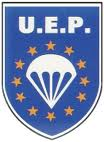
Vereinswappen der U. E. P.

Die Union Europäischer Fallschirmjäger (U. E. P. nach der französischen Bezeichnung Union Européenne des Parachutistes) wurde am 25. November 1989 in Altenstadt in Deutschland gegründet. Ziel der Vereinigung ist es, die traditionellen Werte der Fallschirmjäger aller Generationen zu bewahren und zum Aufbau eines vereinten Europa im Rahmen der freien Welt beizutragen.

## Geschichte
Nach dem Zweiten Weltkrieg, im Verlauf der immer enger werdenden Beziehungen zwischen den Staaten Europas entstand aus deutsch-französischen Initiativen eine europäische Fallschirmjägerunion, der sich in der Folge Fallschirmjägervereinigungen anderer europäischer Länder anschlossen.
Bereits im Jahr 1976 versuchten Friedrich A. Freiherr von der Heydte und der damalige Präsident der französischen Fallschirmjäger, Oberst J. Romain-Defossés, 1981/1982 gefolgt von Oberst a. D. Rudolf Witzig, die Grundlagen einer europäischen Fallschirmjägerunion zu schaffen. Erst im Jahr 1989 jedoch erfolgte die Gründung. Am 25. November 1989 wurde im Offizierheim der Luftlande- und Lufttransportschule in Altenstadt das Statut des Vereins vom damaligen Bundesleiter des Bundes Deutscher Fallschirmjäger (BDF), Oberst a. D. Karl-Heinrich Sander und dem Präsidenten der Union Nationale des Parachutistes (UNP), Commandant Henry Jean Loustau paraphiert. Das Statut wurde am 21. Mai 1990 bei der Präfektur Paris hinterlegt und später von den beitrittswilligen nationalen Fallschirmjägerverbänden in der Fassung vom 30. März 1993 angenommen. Die Repräsentanten der deutschen und französischen Fallschirmjäger hatten so den Willen der Kriegsgeneration für die Ebene der Fallschirmjäger in die Tat umgesetzt, aus dem Motto „Versöhnung über den Gräbern“ ein tragfähiges Band der Freundschaft zwischen allen gleichartigen Verbänden in Europa zu schaffen.
Dem Vorbild der Gründungsländer des Vereins, Deutschland und Frankreich, folgten Griechenland (1990), Spanien (1991), Italien (1991), Zypern (1992), Portugal (1992), Polen (1999), Belgien (2005), Ungarn (2006) und Österreich (2014).  Bis heute sind somit elf nationale Verbände mit einer Gesamtzahl von über 40.000 Mitgliedern Teil des Vereins.

## Präsidenten
Die Gründungsväter, Commandant Henry-Jean Loustau, Oberst a. D. Karl-Heinrich Sander, General Arnaud de Foyard, General Konstantinos Malamas, General Palace sowie Konstantinos Likotrafitis wurden im Jahr 1995  zu Ehrenpräsidenten auf Lebenszeit ernannt.
- 1989: Major Henry-Jean Loustau (UNP)
- 1990: General Aussaresses (UNP)
- 1991: Oberst Karl-Heinrich Sander (BDF)
- 1993: Mr. Konstantinos Likotrafitis (F.P.F.S.)
- 1995: General de Vita (FENASVPE)
- 1996: General Munoz Manero (FENASVPE)
- 1997: Colonel Terras Marquez (UNP)
- 1998: Mr. Makkoukides (P.A.R.C.)
- 1999: General Eckert (BDF)
- 2000: General Theodoly-Lannes (F.P.F.S.)
- 2001: General Komanski (Z.P.S.)
- 2002: General Galinos (F.P.F.S.)
- 2003: General Speranza (ANPd´I)
- 2004: General Christian Piquemal (UNP)
- 2005: General Almendra (UPP)
- 2006: GenMaj a. D. Georg Bernhardt (BDF)
- 2007: Colonel Emile Genot (ANPCV)
- 2008: Colonel Dr. Jozsef Boda (FAHP)
- 2009: Major a. D. Mattheos Economides (P.A.R.C.)
- 2010: GenMaj a. D. Jan Kempara (Z.P.S.)
- 2011: GenLt. a. D. Emilio Pérez Alamán (FENASVPE)
- 2012: GenMaj a. D. Eleftherios Mavroudis (F.P.F.S.)
- 2013: GenMaj a. D. Georg Bernhardt (BDF)

## Struktur
Die Führung des Vereins liegt beim Präsidenten, der im jährlichen Wechsel rotierend von den Mitgliedsstaaten gestellt wird. Ihm steht ein Vizepräsident zur Seite. Die Führung wird vom Generalsekretär mit ständigem Sitz in Paris unterstützt.
Die folgenden Mitgliedsstaaten sind mit ihren nationalen Verbänden vertreten:
- Belgien (Belgian National Para-Commando Association ANPCV)
- Deutschland (Bund Deutscher Fallschirmjäger  BDF)
- Frankreich (Union Nationale des Parachutistes UNP)
- Griechenland (Hellenic Commando Association, PanHellenic Federation of Special Forces of Greece HCA/F.P.F.S.)
- Italien (Associazione Nazionale Paracadutisti d´Italia ANPd´I)
- Österreich (Bund ehemaliger Fallschirmjäger BeF, Beobachterstatus seit 2005, wurde 2014 als Vollmitglied aufgenommen).
- Polen (Polish Parachutists Union Z.P.S.)
- Portugal (Uniao Portugesa de Paraquedistas UPP)
- Spanien (Federacion Nacionale de Asociaciones Paracaidista de Espana FENASPE)
- Ungarn (Fraternal Association of Hungarian Parachutists FAHP)
- Zypern (Pancyprian Association of Reserve Commandos of Cyprus P.A.R.C.)

## Ziele
Die Ziele des Vereins sind im Statut, Artikel II aufgeführt:
- Unabhängig von politischen oder religiösen Weltanschauungen bilden die traditionellen Werte der Fallschirmjäger aller Generationen die Grundlage der Vereinsarbeit
- Der Verein unterstützt alle Bestrebungen zum Aufbau eines vereinten Europa im Rahmen der freien Welt
- Der Verein beteiligt sich an den großen militärischen Veranstaltungen, in denen die militärischen Traditionen der europäischen Staaten fortleben und die der jungen Generation den auf Ehre und Pflichterfüllung beruhenden Geist der Fallschirmjäger vermitteln sollen.
- Er veranlasst und koordiniert alle Maßnahmen, die darauf abzielen, den Zusammenhalt und die Solidarität der Mitglieder untereinander zu fördern

## Aktivitäten
Neben einem alljährlich unter einem aktuellen Thema durchgeführten Kongress in einem der Mitgliedsstaaten veranstaltet der Verein regelmäßig Wettkämpfe im militärischen Fallschirmsprung, die ebenfalls im Wechsel von einem der Mitgliedsstaaten ausgerichtet werden.
Darüber hinaus bestehen zahlreiche Beziehungen zwischen Sektionen bzw. Unterorganisationen der nationalen Verbände untereinander, die durch gegenseitige Besuche insbesondere zu offiziellen nationalen Festlichkeiten und Gedenktagen und besondere Veranstaltungen das Miteinander im europäischen Rahmen mit Leben erfüllen. Als Beispiele sind zu nennen:
- gemeinsame Veranstaltungen und Besuche des ANPd´I zum Kameradenkreis 1.LL Div im BDF,
- Internationaler Sprungwettkampf in Polen,
- Internationale Wettkämpfe in Ungarn,
- gemeinsame Veranstaltungen und Besuche der UEP Sektion Annecy, Frankreich mit der Traditionsgemeinschaft LLBrig 25 im BDF,
- gemeinsames Auftreten der BDF Delegation mit UNP bei der alljährlichen  St.Michel Gedenkfeier in Paris, Frankreich,
- gemeinsames Auftreten von BDF-Delegationen der Landeskameradschaft West in Ypern, und den St. Michel-Gedenkfeiern in Brüssel, Belgien.